# 佐原真
佐原 真（さはら まこと、1932年5月25日 - 2002年7月10日）は、日本の考古学者。国立歴史民俗博物館名誉教授。

## 経歴
出生から修学期
1932年、大阪府大阪市上本町で佐原忠雄・香代の次男として生まれた。父方の祖父は備後福山藩（広島県福山市）の家老のいえであったという。
幼稚園児のときに公園で拾った土器片に興味を持ったことが考古学を志す契機となった。国民学校初等科4年生の時の担任教師の影響で、浜田青陵『博物誌』を読んだ。国民学校初等科5年生の時、東京へ転居。1947年、日本人類学会が主催した「中学生の為の人類学講座」へ参加して、縄文学の創設者山内清男に感銘を受け、東大の山内研究室に出入するようになった。山内から個人指導を受け、縄文土器の文様の研究に没入するようになった。山内はその後終生の師となった。1950年、処女論文「茨城県花輪代式土偶の新資料」（『貝塚』第28号）を発表。
新制武蔵高校、大阪外国語大学ドイツ語学科を経て、京都大学大学院文学研究科で考古学を専攻した。博士課程を修了。
研究者として
1964年、奈良国立文化財研究所平城宮跡発掘調査部に入り、遺跡の調査と研究にあたった。1993年に退職し、国立歴史民俗博物館へ移った。1997年から4年間、第4代館長を務めた。2002年7月10日に死去。
職歴
- 1964年（32歳）奈良国立文化財研究所平城宮跡発掘調査部に入る。
- 1981年（49歳）奈良国立文化財研究所埋蔵文化財センター研究指導部長
- 1992年（60歳）奈良国立文化財研究所埋蔵文化財センター長
- 1993年（61歳）国立歴史民俗博物館企画調整官（副館長）
- 1997年（65歳）9月、国立歴史民俗博物館館長（第4：石井進の後任）
- 2001年（69歳）8月、国立歴史民俗博物館館長退任、名誉教授

## 研究・業績
弥生時代を中心として考古学研究に携わり、日本人の起源から衣食住にまでわたるその研究範囲は幅広い。没後、佐原の業績をまとめた金関恕・春成秀爾編集『佐原真の仕事』（全6巻）が岩波書店（2005年）より刊行された。佐原は「ものを細かく観察する方法は山内さんに育てられ、学問の組み立て方は小林さんに教わった」と述懐している。
佐原は、考古学資料を美術史の立場から評価した。たとえば銅鐸の形態と絵画を分析し、人・動物・建物・船などを一つの対象を複数の視点から見る描く「多視点画」で描かれたものが多く、「一視点画」で描かれたものは少ないことなど、描いた人物の認知を認識している。
佐原が最後の最後まで上梓の熱意を持って取り組んでいたのは、『魏志倭人伝の考古学』（岩波現代文庫）であった。
多くの人に分かりやすい考古学
分かりやすく面白い考古学を提唱し、考古学の普及啓発を積極的に推し進め、特に博物館の充実・設立に取り組んだ。また、吉野ヶ里遺跡の保存など考古遺跡の保存運動や史跡の整備にも尽力するなど、自身の研究にとどまらない広範な活動を進めていった。
佐原が考古学を現代社会で役立つ学問にしたいと考えるようになったのは40歳の頃からである。
騎馬民族論争について
江上波夫とは騎馬民族論争を展開した。対談の内容は小学館より、『騎馬民族は来た!?来ない!?-<激論>-江上波夫VS佐原真』として刊行されている。また、戦争の起源にも強い関心を持ち、戦争という現代的課題と考古学を結びつけ「人間が始めた戦争は人間が終わらせることができる」との信念を持ち続けた。
旧石器捏造事件に対して
藤村新一により「発掘」され続けた「前期旧石器」（後になり旧石器捏造事件として捏造が判明）については、一連の石器の出土状況に疑問を投げかけた小田静夫を批判していた。
佐原文庫
2001年に国立歴史民俗博物館退官時には、7000冊に上る蔵書を沖縄県北谷町立図書館へ寄贈し、佐原文庫として保存されている。

## 交遊
同志社大学教授を務めた森浩一とは、大阪府大阪市生まれであることや、昭和一桁世代であること、近畿地方を拠点にして研究活動を行ったことなどで、共通点があり、親交も深かった。また国立民族学博物館教授・館長を務めた民族学者の佐々木高明、石毛直道とも親交深かった。

## 著作
著書
- 『紫雲出－香川県三豊郡詫間町紫雲出山弥生式遺跡の研究 － 』小林行雄共著, 詫間町文化財保護委員会 1964

- 『弥生土器』(日本の美術 125) 至文堂 1976
- 『縄文土器Ⅱ』(日本の原始美術 2) 講談社 1979
- 『銅鐸』(日本の原始美術 7) 講談社、1979
- 『日本人の誕生』(大系 日本の歴史 1) 小学館　1987
- 『騎馬民族は来なかった』日本放送出版協会　1993
- 『考古学千夜一夜』小学館 1993
- 『斧の考古学』東京大学出版会 1994
- 『城の語る日本史』共著, 朝日新聞社 1996
- 『食の考古学』東京大学出版会、1996年
- 『銅鐸の絵を読み解く：歴博フォーラム』小学館 1997
- 『原始絵画』講談社 1997
- 『稲・金属・戦争：弥生』吉川弘文館 2001
- 『銅鐸の考古学』東京大学出版会 2002
- 『考古学つれづれ草』小学館 2002

著作集
- 『佐原真の仕事』(全6冊) 岩波書店 2005

1. 第1巻『考古学への案内』
2. 第2巻『道具の考古学』
3. 第3巻『美術の考古学』
4. 第4巻『戦争の考古学』
5. 第5巻『衣食住の考古学』
6. 第6巻『考古学と現代』

オーディオブック
- CD『縄文・弥生人と私たち』アートデイズ 1988年12月収録

論文
- <佐原真